# Joann Sfar
Joann Sfar és un dibuixant i guionista de còmics, nascut el 28 d'agost del 1971 a Niça, França. Particularment ha coescrit nombrosos àlbums de la sèrie Donjon i de Le chat du rabbin (publicat a l'estat espanyol amb el títol El gato del rabino per Norma Editorial). També ha dirigit la pel·lícula Gainsbourg, vie héroïque (2010), per la que va obtenir el premi César a la millor primera pel·lícula, i Le Chat du Rabbin (2011), guanyadora del César a la millor pel·lícula d'animació.

## Biografia[3]
Després dels seus estudis de filosofia, Joann Sfar va acabar la seua formació a l'Escola Nacional Superior de Belles Arts de París, al taller de Pierre Carron. Tal com explica en els seus Carnets, les classes de morfologia de Jean-François Debord el van marcar especialment en aquell període.
La introducció de Sfar en el món del còmic es produïx per dos vies totalment diferents, però simultànies. D'una banda, troba treball com a guionista en l'editorial Delcourt, on demostra un gust formidable a l'hora de narrar. D'una l'altra, escriu i dibuixa obres per a l'editorial de còmic independent l'Association, on explica històries menys convencionals amb un dibuix aparentment desimbolt, més interessat en la narració espontània que a malgastar l'energia de la inspiració realitzant "dibuixos bonics".
Sfar es rodeja d'artistes gràfics de la premsa d'humor com Ronald Searle, Sempé i el seu admirat Quentin Blake; l'il·lustrador dels contes de Roald Dahl. D'altra banda, Sfar es reivindica com un hereu de l'obra d'Hugo Pratt.
Erudit, interessat en diverses cultures i idees, Joann Sfar ha desenvolupat en uns deu anys una obra sorprenentment extensa i atractiva que ha cridat l'atenció de lectors aliens al còmic tradicional.
La paraula clau de l'obra de Sfar és sens dubte "família". No va conéixer sa mare el temps suficient per a tenir-ne records i molts afirmen que els seus personatges femenins tenen ecos d'eixa mare "fantasma".
Ara per ara, Sfar té dues famílies en el món del còmic: La primera, la que formen els seus personatges, que solen saltar de sèrie en sèrie, en la línia dels còmics d'Osamu Tezuka. La segona, la que ha establit amb les seues col·laboracions amb diversos historietistes. A Sfar li encanta treballar amb altres, una cosa que evidencia la sèrie Donjon o els seus projectes d'edició en Bréal Jeunesse.
En l'opinió d'alguns, la sèrie Isaac le pirate de Christophe Blain és un retrat fantasmagòric de Joann Sfar (relacions pare-fill, judaisme) i de Blain mateix (viatges, marina).
L'obra de Sfar va per lliure, d'una manera talentosament autosuficient, amb una unitat que només es pot trobar en les preocupacions personals de l'autor: la virilitat, la feminitat, Déu, l'art, la política, la història, la filosofia, la literatura, el cine, les cultures dels països que visita i la música.

## Il·lustracions i literatura juvenil
- La Petite Bibliothèque philosophique de Joann Sfar :
  - El convit (en francès, Le Banquet), il·lustració i comentari de text d'aquesta obra de Plató, 2002. ISBN 2-7495-0069-9
  - Càndid (en francès, Candide), il·lustració i comentari de text d'aquesta obra de Voltaire), 2003. ISBN 2-7495-0086-9
- Orang-outan, il·lustracions del text de Sandrina Jardel, Bréal, col·lecció Bréal Jeunesse, 2003.
- Monsieur Crocodile a beaucoup faim, il·lustracions i text, Bréal, col·lecció Bréal Jeunesse, 2003.
- L'Atroce Abécédaire il·lustracions i text, Bréal, col·lecció Bréal Jeunesse, 2003.
- La Sorcière et la Petite Fille il·lustracions i text, Bréal, col·lecció Bréal Jeunesse, 2004.
- El petit príncep, basada en l'obra homònima, El Petit Príncep, d'Antoine de Saint-Exupéry, 2008.

## Llibres d'art
- Gainsbourg (Hors champ), Dargaud, 2009, 451 pàgines. ISBN 978-2205064315
- Gainsbourg (Images), Dargaud, 2009, 46 pàgines. ISBN 978-2205064308

## Filmografia
- 2010: Gainsbourg, vie héroïque, director
- 2011: Le Chat du Rabbin, dibuixos animats